# Level42
Level 42（レベルフォーティーツー）は、木村カエラのデビューシングルで、インディーズで2004年5月10日に、メジャーではコロムビアミュージックエンタテインメントから2004年6月23日に発売。

## 解説
- 当時出演していた、テレビ神奈川 (tvk) の音楽番組「saku saku」の企画で、インディーズからリリースされた。390円390枚限定で神奈川県のCDショップ新星堂にて販売したところ、購入の為に2,000人以上が殺到してしまい、わずか3分で完売した。1カ月後の6月23日にこの曲でメジャーデビューを果たした。デビュー前から「歌手になりたい」と常々語っていた木村カエラの夢が成就した記念すべき作品である[1]。
- 10年後のことを書いたこの曲は、10年間歌い続けると言う気持ちで書いたという。10年間やるためにこの曲を掲げていたと、デビュー10周年のインタビューで語った[2]。
- メジャー盤の初回盤には「カエラ & ZIGOROゥ ステッカー」が封入されている。
- 神奈川県内店舗で販売のメジャー初回盤には上記に加え「インディーズ版ジャケット ステッカー」の特典があった。
- 「Level42」の「42」はtvkのアナログチャンネル番号に由来し、イギリスのロックバンド「Level42」とは無関係。
- PVを製作したのは「saku saku」の出演者で同番組ディレクターの浪人生である。ロケ地は湯島聖堂。

## 収録曲
（全作詞：木村カエラ／作曲：山沢大洋／編曲：武藤星児）
1. Level 42
2. What ever are you looking for?
3. Level 42 (instrumental)
4. What ever are you looking for? (instrumental)

## 収録アルバム
- KAELA (#1,2、#1はアルバム・バージョン)
- 5years (#1)
- 10years (#1,2)